# Boissezon
Boissezon ist eine französische Gemeinde mit 392 Einwohnern (Stand: 1. Januar 2022) im Département Tarn in der Region Okzitanien (vor 2016 Midi-Pyrénées). Sie gehört zum Arrondissement Castres und zum Kanton Mazamet-1 (bis 2015 Mazamet-Nord-Est). Die Einwohner werden Boissezonnais oder Boissezonols genannt.

## Lage
Boissezon liegt an den nördlichen Ausläufern der Montagne Noire (dt. „Schwarzes Gebirge“). Die Gemeinde befindet sich etwa elf Kilometer ostsüdöstlich von Castres. Umgeben wird Boissezon von den Nachbargemeinden Saint-Salvy-de-la-Balme im Norden, Cambounès im Osten und Nordosten, Le Rialet im Südosten, Pont-de-Larn im Süden sowie Noailhac im Westen.
Der Ort liegt in einer engen Flussschleife der Durenque, in die auch noch der Nebenfluss Durencuse einmündet. Durch den Ort führt auch die Via Tolosana, einer Variante des Jakobswegs.

## Bevölkerungsentwicklung
| 1962                      | 1968 | 1975 | 1982 | 1990 | 1999 | 2006 | 2013 |
| ------------------------- | ---- | ---- | ---- | ---- | ---- | ---- | ---- |
| 707                       | 633  | 572  | 509  | 398  | 390  | 385  | 404  |
| Quelle: Cassini und INSEE |      |      |      |      |      |      |      |

## Sehenswürdigkeiten

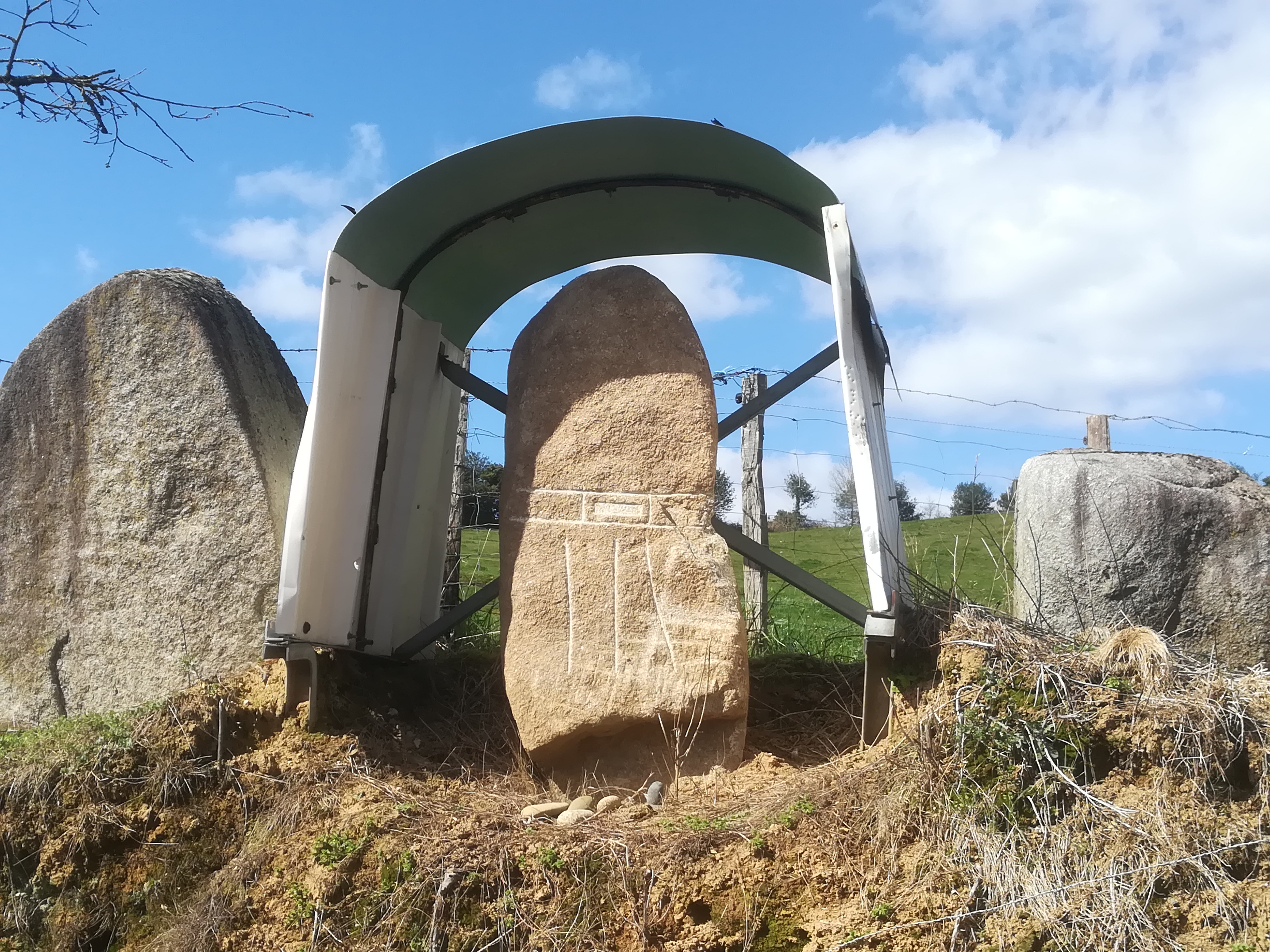
Statuenmenhir du Vergnas

- Statuenmenhir du Vergnas

## Persönlichkeiten
- Pierre Bernard (1932–2014), Fußballspieler (Torwart)